# Tlamatini

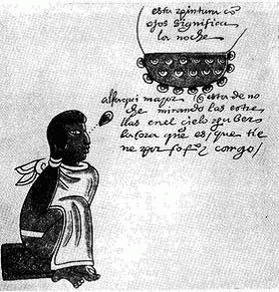
Tlamatini observando las estrellas (Codex Mendoza)

Un tlamatini (del náhuatl: tlamatini ‘el que sabe algo o el que sabe cosas’) (plural: tlamatinimeh o tlamatinih), traducido como hombre sabio, era el equivalente a un filósofo en la época de los mexicas. También eran poetas, y debatían temas sobre la existencia, la verdad, la naturaleza del cosmos y el lugar del hombre en él. Contribuían al desarrollo de aspectos filosóficos ligados a la religión, y eran maestros en el calmécac, la escuela de los sacerdotes y nobles. Los tlamatinime debatieron de religión con los europeos cuando éstos llegaron a América.